# David Gregory (Historiker)
David Gregory (* 1696; † 16. September 1767) war ein englischer Historiker und der erste Regius Professor of Modern History an der University of Oxford.

## Werdegang
David Gregory senior, Mathematiker und Savillian Professor, (1659–1708) heiratete zweimal. Insgesamt soll er 29 Kinder gezeugt haben. Drei dieser Kinder, David (1659–1708), James (1666–1742) und Charles (1681–1754), hielten nach ihrer Ausbildung am Marischal College, der heutigen University of Aberdeen, Professuren an den Universitäten Edinburgh, St. Andrews und Oxford.
Der Erstgeborene, David Gregory, wurde 1710 an der Westminster School zugelassen und 1714 im Christ Church College. 1718 schloss er mit B.A., 1721 mit M.A. ab. Am 18. April 1724 wurde er auf den neu gegründeten Lehrstuhl des Regius Professor of Modern History and Languages berufen. Kurz danach wurde er zum Priester geweiht und übernahm die Pfarrei Semley in Wiltshire. 1731 wurde er Bachelor (B.D.) und 1732 zum Doctor of Divinity (D.D.) ernannt.
Die Regius-Professur hielt er bis 1736, als er die Pfarrei der Kathedrale von Oxford übernahm. 20 Jahre später wurde er an gleicher Stelle Dekan.
Gregory heiratete die über zwanzig Jahre jüngere Mary Grey, Tochter von Henry Grey.

## Bibliografie
Nach dem Tode König Georgs I. von Großbritannien dichtete Gregory zu seinen und zu Ehren seines Nachfolgers, König Georg II. eine Ode.